# Alan Bullock
Alan Bullock (ur. 13 grudnia 1914 w Trowbridge, zm. 2 lutego 2004 w Oksfordzie) – brytyjski historyk.
Jego najsłynniejszym dziełem była zaliczana do klasyki historiografii książka  Hitler: A Study in Tyranny, wyd. 1952, wyd. popr. 1962, która została sprzedana w przeszło 30 milionach egzemplarzy. Książka po przetłumaczeniu na język polski została wydana jako Hitler. Studium tyranii przez „Czytelnika” w 1969, później była parokrotnie wznawiana.

## Życiorys
Podczas II wojny światowej Bullock był korespondentem BBC. Ufundował Kolegium św. Katarzyny w Oksfordzie i kierował nim w latach 1960–1980. W 1977 r. wsławił się też raportem dla rządu laburzystowskiego, w którym postulował obsadzanie kierowniczych stanowisk robotnikami.
W 1972 r. otrzymał tytuł szlachecki (sir), w 1976 został baronem (Baron Bullock of Leafield). Mimo to, pomijał ten tytuł. W latach 1969–1974 był wicekanclerzem Uniwersytetu Oksfordzkiego.
Jest również autorem monumentalnego dzieła Hitler i Stalin. Żywoty równoległe. Wydanie w języku polskim w 1991 (ISBN 83-11-08224-3).